# Чипир
Чипир (азерб. Cibir, Çipir, лезг. Чпир) — село в Гусарском районе Азербайджана.

## География
Высокогорное село, расположено на крутых склонах у подножья реки Самур.
Ближайшие населённые пункты: Пирал, Ясаб и Лечет.

## История
Село Чипир относится к сихилу (обществу) чипирар, которые издавна владели обширными территориями и являются одним из самых многочисленных и воинственных лезгинских родов. Они создали ряд оселков в Мушкюре.

## Население
По итогам переписи населения 2009 года в селе насчитывалось 1125 жителей. Однако на постоянной основе селе проживает 1/3 этого населения из-за проблемы постоянного оттока населения в крупные города главным образом в Баку и города России.
Национальный состав целиком сложен лезгинами. Верующие исповедуют ислам суннитского толка.